# Anton Geiß
Anton Geiß, född 11 augusti 1858 i Rettenbach i Bayern, 3 mars 1944 i Schriesheim, var en tysk socialdemokratisk politiker.
Geiß var i sin ungdom snickare och sedan 1895 värdshusvärd i Mannheim, var 1895–1903 och 1909–18 ledamot av Badens lantdag och sedan 1909 dess vicepresident. Vid novemberrevolutionen 1918 blev han ministerpresident i Badens provisoriska republikanska regering, valdes 1919 till ledamot av badensiska nationalförsamlingen och var 1919-20 Badens förste statspresident.